# Hans-Christof Schober

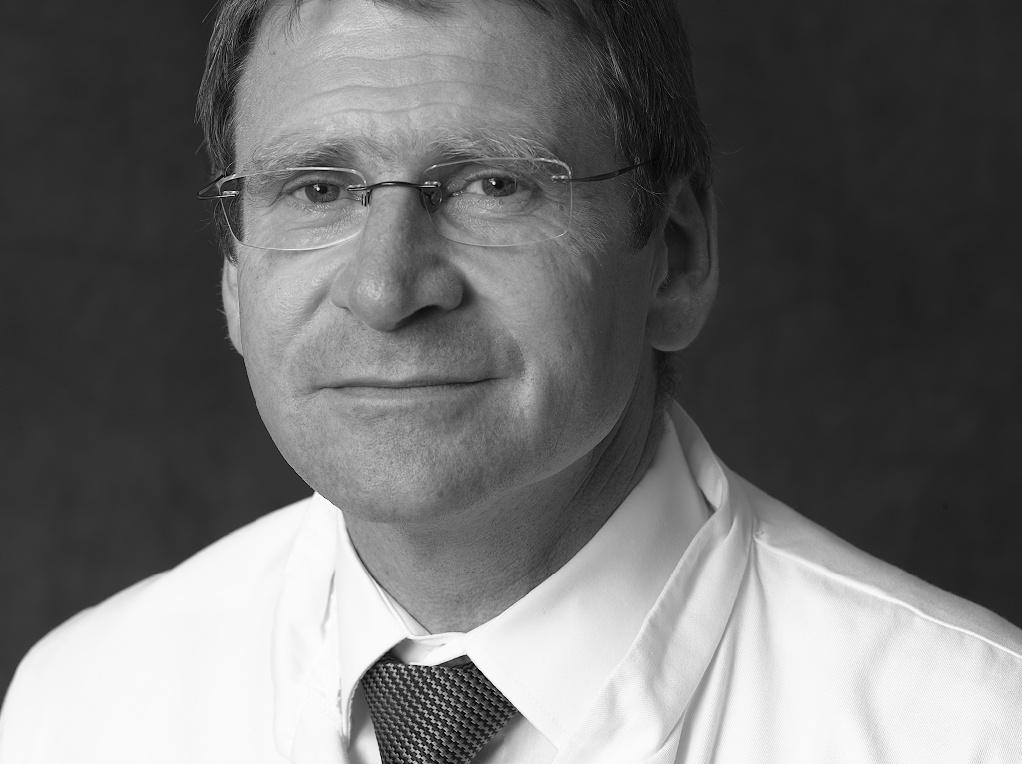
Hans-Christof Schober

Hans-Christof Schober (* 11. Oktober 1955 in Plauen) ist ein deutscher Internist mit den Schwerpunkten Endokrinologie und Osteologie.

## Leben
Schobers Vater war Textilingenieur in Plauens Spitzenindustrie. Er selbst studierte Medizin an der Ernst-Moritz-Arndt-Universität Greifswald (EMAU) und  machte 1980 den Abschluss als Diplom-Mediziner. Die fachärztliche Ausbildung für Innere Medizin durchlief er in der Universitätsmedizin Rostock. Die EMAU  promovierte ihn 1983 zum Dr. med.
1991 habilitierte er sich in Rostock. Ab 1992 war er dreizehn Jahre Chefarzt im Kreiskrankenhaus Wolgast. 1993 erhielt er die Lehrbefugnis der Universität Rostock.
Nach zwei Jahren im Dietrich-Bonhoeffer-Klinikum Neubrandenburg wurde er 2007 Chefarzt der Klinik für Innere Medizin I vom kommunalen Klinikum in Südstadt (Rostock). 2012 wurde er zum apl. Professor ernannt. Von 2009 bis 2015 leitete er in Mecklenburg-Vorpommern die Fachgesellschaften der Internisten und der Osteologen. Ein Forschungsschwerpunkt war die Renale Osteodystrophie. Heute befasst er sich vor allem mit Muskulatur und Knochen. Von 2013 bis 2019 war er Ärztlicher Direktor des Klinikums Südstadt. Seine Frau ist Kinderärztin in Wolgast.

## Mitgliedschaften
- Deutsche Diabetes-Gesellschaft
- Deutsche Gesellschaft für Endokrinologie
- Deutsche Gesellschaft für Osteologie
- American Society for Bone and Mineral Research